# 李德新 (1892年)
李德新（1892年—1945年）字法权，奉天省营口县人，中华民国地方官员。

## 生平
李德新生于清朝光绪二十年（1892年）。1923年，他从日本帝国大学毕业归国。后来他曾辅佐首任奉天市市长曾有翼管理具体市政事务，对市政建设状况比较熟悉。1927年3月14日，李德新继任奉天市市长。
1929年4月，奉天市更名为沈阳市，李德新继续担任沈阳市市长。1931年九一八事變后的9月20日，关东军任命土肥原贤二为新的市长。有文章称，李德新并未逃走，而是于20日下午三点后，在沈阳市政公所内与土肥原贤二进行交接。李德欣与家人搬到商埠地。